# Charlotte Nilsson-Perrelli
Charlotte Nilsson-Perrelli (suec: Charlotte Perrelli)  (Hovmantorp, 7 d'octubre de 1974) és una cantant sueca, guanyadora del Festival de la Cançó d'Eurovisió 1999 nascuda el 1974 a la població sueca de Hovmantorp.

## Discografia

### Senzills
| Any  | Senzill                                         | Posició |         |
| Any  | Senzill                                         | Suècia  | Noruega |
| ---- | ----------------------------------------------- | ------- | ------- |
| 1999 | "Take Me To Your Heaven" - Data: Setembre, 1999 | 2       | 10      |
| 1999 | "I Write You a Lovesong" - Data: 1999           | 38Ho    | -       |
| 2000 | "Damn You" - Data: 2000                         | -       | -       |
| 2001 | "You Got Me Going Crazy" - Data: 2001           | 20      | -       |
| 2003 | "Broken Heart" - Data: 2003                     | 7       | -       |
| 2004 | "Million Miles Away" - Data: 2004               | 11      | -       |

#### Discs
- 1999 Charlotte #35 SUE
- 2001 Miss Jealousy #32 SUE
- 2004 Gone too long #11 SUE
- 2006 I din röst #29 SUE